# Espejo roto
Espejo roto (en catalán, Mirall trencat) es una novela de la escritora  Mercè Rodoreda. La obra fue escrita en 1974, durante la etapa de madurez de esta escritora.

## Reseña
Espejo roto narra la historia de tres generaciones de una misma familia, los Valldaura. Se trata de una novela coral donde un conjunto de personajes explican una ciudad, Barcelona, y una época, la anterior a la guerra civil española. 
La mayoría de las novelas de Rodoreda, como La plaza del diamante, tienen un único protagonista, una mujer, que se encarga de narrar en primera persona los hechos que van sucediendo de forma casi autobiográfica. En Espejo roto la variedad de protagonistas hizo que la autora cambiara su estilo. Esta voz con una función narrativa va variando a lo largo de la obra, presentando así los puntos de vista de los diversos personajes. En Espejo roto no hay un único protagonista sino que son varios y todos ellos muy diferentes. 
Cada uno de estos personajes tiene su propia visión de la vida. Y cada una de estas visiones, igual que un espejo roto, no son más que fragmentos de la realidad. La unión de todos estos fragmentos es los que permite comprender la totalidad de la obra. 
Al igual que otras novelas de la autora, Espejo roto está cargada de simbolismos. La muerte, el paso del tiempo o la decadencia familiar aparecen representados en diversos pasajes de la obra. La autora se sirve de un espejo para representar el paso del tiempo. Una rata simbolizará el fin de la familia y una perla caída la muerte.

## Los Objetos
La novela narra la historia de la familia Valldaura, miembros de la burguesía de la Cataluña de principios del siglo XX. La historia está elaborada en torno al personaje de Teresa, la matriarca de la familia. Hija de una vendedora de pescado, Teresa termina siendo una de las mujeres más ricas de la ciudad gracias a su matrimonio con Salvador Valldaura.  
Los personajes femeninos son, como en la mayor parte de las novelas de Rodoreda, los encargados de ir narrando la obra. Cada uno de estos personajes tiene una personalidad diferente. Teresa es una mujer que ama la vida pero a la que la vejez le gana la batalla. Es una mujer fuerte, capaz de sortear los prejuicios sociales de la época en la que vive.
Sofia, su hija, es una mujer dura, capaz de enfrentarse a los problemas. De gustos refinados, representa el antagonismo al papel de Teresa. Maria es el personaje que emana más poesía de los tres y la que tiene que vivir un papel más dramático. Alrededor de estas tres mujeres aparecen diversos personajes masculinos. A pesar de que su papel no es principal, sí que resultan vitales para el desarrollo de la trama. 
La novela narra el paso de los años y la transformación del mundo de los Valldaura, pasando del lujo más esplendoroso a la total decadencia. Otra mujer, Armanda, la criada, será la única que intentará salvar los restos de este mundo que, con la muerte de Teresa y la llegada de la guerra civil, se desmorona por completo.

## Adaptaciones
En el año 2001 se realizó una adaptación televisiva de la obra Espejo roto. Josep Maria Benet fue el encargado de adaptar el texto. El formato elegido fue el de una serie de 13 capítulos, dirigidos por Orestes Lara e interpretados entre otros por Carme Elías, Emma Vilarasau e Irene Montalà. La producción corrió a cargo de Televisión de Cataluña.

## Ediciones
- Rodoreda, Mercè: Espejo roto, Barcelona, Seix Barral, 1978. Traducción de Pere Gimferrer. Existen varias reediciones, de las cuales la más reciente es de 2002.
- Rodoreda, Mercè: Espejo roto, Madrid, Debate, 1991. La traducción es la misma, de Pere Gimferrer. Prólogo de la autora.

- Datos: Q8778552